# Germarostes
Germarostes är ett släkte av skalbaggar. Germarostes ingår i familjen Hybosoridae.

## Dottertaxa tillGermarostes, i alfabetisk ordning[1]
- Germarostes abruptus
- Germarostes allorgei
- Germarostes anchicayae
- Germarostes antiquus
- Germarostes aphodioides
- Germarostes argentinus
- Germarostes batesi
- Germarostes bidens
- Germarostes brunnipes
- Germarostes bugabensis
- Germarostes carinatus
- Germarostes carltoni
- Germarostes columbianus
- Germarostes costulatus
- Germarostes crassicollis
- Germarostes degallieri
- Germarostes diffundus
- Germarostes ecuadoricus
- Germarostes ecuadoriensis
- Germarostes excisus
- Germarostes farri
- Germarostes gaujoni
- Germarostes geayi
- Germarostes globosus
- Germarostes guyanensis
- Germarostes hamiger
- Germarostes haroldi
- Germarostes heterodynamus
- Germarostes howdenicus
- Germarostes indigaceus
- Germarostes infantulus
- Germarostes instriatus
- Germarostes jamaicensis
- Germarostes leprieuri
- Germarostes leticiae
- Germarostes macleayi
- Germarostes madeiranus
- Germarostes malkini
- Germarostes metallicus
- Germarostes nasutus
- Germarostes nigerrimus
- Germarostes nitens
- Germarostes oberthuri
- Germarostes osellai
- Germarostes otonga
- Germarostes pauliani
- Germarostes pecki
- Germarostes plicatus
- Germarostes posticus
- Germarostes pullus
- Germarostes puncticollis
- Germarostes punctulatus
- Germarostes pusillus
- Germarostes pustulosus
- Germarostes reticularis
- Germarostes rotundatus
- Germarostes rufopiceus
- Germarostes rugatus
- Germarostes rugiceps
- Germarostes salesiacus
- Germarostes semituberculatus
- Germarostes senegalensis
- Germarostes sinuatus
- Germarostes sticticus
- Germarostes strigilateris
- Germarostes sulcipennis
- Germarostes tibialis
- Germarostes tubericauda
- Germarostes viridipennis
- Germarostes viridis
- Germarostes viridulus